# 克羅堡 (堪薩斯州)
克羅堡（英語：Croweburg）為位在美國堪薩斯州克勞福德縣的非建制地區。

## 歷史
此社區在喬普林和匹茲堡（Joplin & Pittsburg）電鐵線上設有一座車站。
此社區境內的郵政局於1908年12月12日開設，期間持續營運直到1972年7月27日終止。